# Karina Marujamaová
Karina Marujamaová (japonsky 丸山 桂里奈, * 26. března 1983 Tokio) je bývalá japonská fotbalistka.

## Reprezentační kariéra
Za japonskou reprezentaci v letech 2002 až 2014 odehrála 79 reprezentačních utkání. Byla členkou japonské reprezentace i na Mistrovství světa ve fotbale žen 2003, 2011, Letních olympijských hrách 2004, 2008 a 2012.

## Statistiky
| Japonsko | Japonsko | Japonsko |
| Roky     | Záp.     | Góly     |
| -------- | -------- | -------- |
| 2002     | 5        | 0        |
| 2003     | 12       | 6        |
| 2004     | 11       | 3        |
| 2005     | 3        | 0        |
| 2006     | 9        | 1        |
| 2007     | 1        | 0        |
| 2008     | 17       | 3        |
| 2009     | 2        | 0        |
| 2010     | 0        | 0        |
| 2011     | 8        | 1        |
| 2012     | 5        | 0        |
| 2013     | 4        | 0        |
| 2014     | 2        | 0        |
| Celkem   | 79       | 14       |

## Úspěchy

### Reprezentační
- Letní olympijské hry:  2012
- Mistrovství světa:  2011
- Mistrovství Asie:  2014;  2008